# Telefono subacqueo

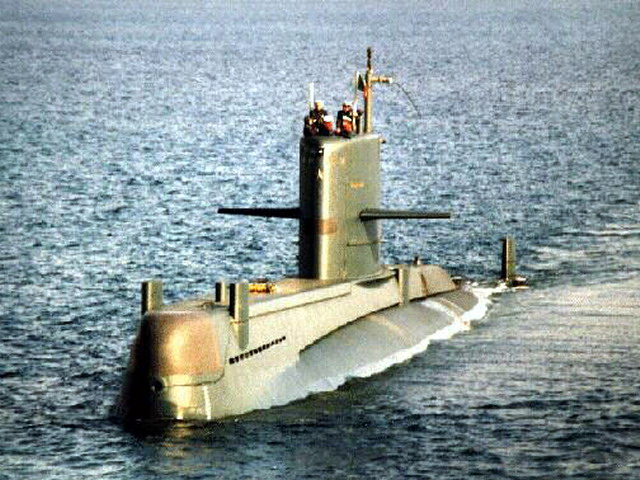
Sottomarino Sauro con telefono subacqueo integrato nel sonar

Il telefono subacqueo è un dispositivo di comunicazione impiegato sui sottomarini e sulle navi. Si tratta di un sistema di trasduttori che inviano onde sonore attraverso l'acqua.
Esempi di telefoni subacquei sono gli inglesi Type 185 e Type 2008  e gli italiani TS-200 e TS-510.

## La tecnica
Nell'ambito dei sistemi di comunicazione di un sottomarino si inserisce a buon diritto la funzione del
telefono subacqueo che può essere implementata nel sonar. 
Essa si avvale della componente attiva del sonar per l'invio di messaggi e della componente passiva per
la loro ricezione. 
L'implementazione del telefono nel sonar è resa possibile grazie all'impiego di un apposito dispositivo
ausiliario di comunicazione e ascolto.

## Sonar e funzione telefono

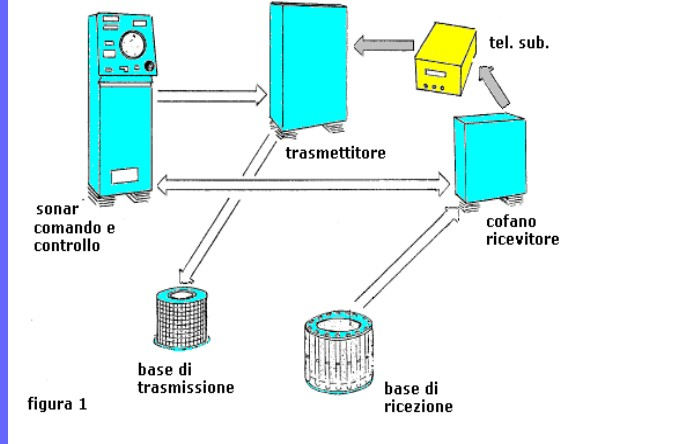
Telefono subacqueo, cubo giallo, implementato nella struttura del sonar

Il telefono subacqueo può essere apparato singolo  o funzione accessoria  del sonar di bordo; il principio di funzionamento  delle due soluzioni è identico. 
L'implementazione della funzione telefono subacqueo nel sonar è mostrata, in via di principio, a destra.
Nello schema a blocchi sono evidenziate in celeste le componenti del sonar, ed in giallo
il cofano che contiene tutta la circuitazione del telefono subacqueo.
Come si vede dalle frecce grigie il telefono subacqueo riceve i segnali esterni dal cofano collegato
alla base acustica del sonar, successivamente, dopo l'ascolto,   invia il segnale telefonico di risposta direttamente al cofano trasmettitore che lo trasferisce alla base di emissione del sonar.
La modalità di trasmissione del telefono è del tipo a banda laterale unica 

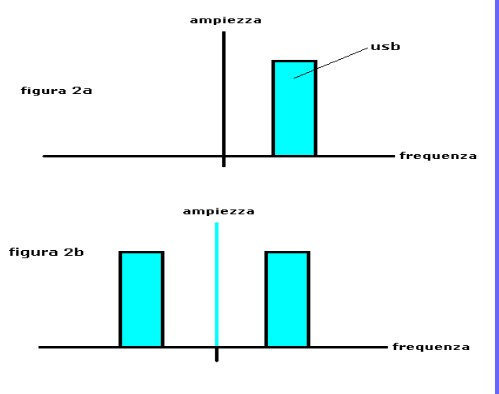
In alto spettro del segnale SSB, in basso spettro del segnale modulato in ampiezza

I vantaggi di questo tipo di trasmissione sono evidenti dalla comparazione dello spettro del segnale modulato in SSB e del segnale modulato in ampiezza:
Lo spettro in SSB non ha la presenza della portante e quindi non disperde energia che non contiene informazione.
Non avendo la portante non consente l'individuazione della sorgente in assenza di comunicazione.
Tutta la potenza dell'informazione è concentrata nella banda laterale.
In assenza di segnale fonico la tensione inviata al trasmettitore sonar è praticamente nulla.
Generalmente le frequenze di emissione dei telefoni subacquei sono prossime a quelle dei sonar
nei quali sono inseriti; mentre la larghezza della banda laterale è compresa, indicativamente, tra {\displaystyle 100\ e\ 2500\ Hz.}
L'emissione del telefono non viene captata soltanto dal battello al quale è destinata ma da tutti i sonar
in ascolto nella zona.  Questo fatto limita notevolmente l'impiego del telefono se il sottomarino
non vuole essere individuato, per diminuire tale probabilità l'operatore può comandare l'emissione
direttiva.

## Schema di trasmissione

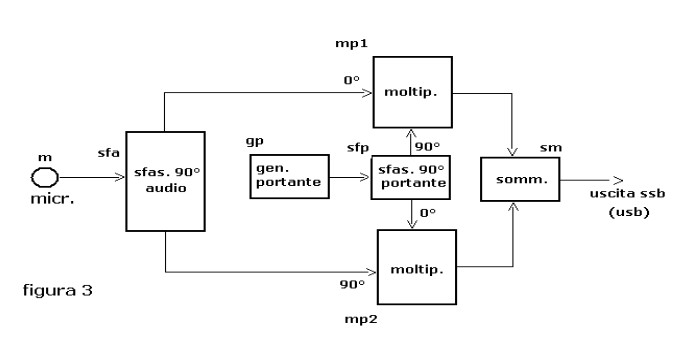
Schema a blocchi del circuito di trasmissione del telefono

Lo schema del telefono subacqueo in trasmissione è formato dai seguenti blocchi funzionali indicati con le sigle: :
(m) = microfono di servizio
(sfa) = circuito sfasatore ( 0° / 90°) segnali audio
(mp1 - mp2) = moltiplicatori bilanciati
(gp) = generatore della frequenza portante 
(sfp) = circuito sfasatore ( 0 / 90° ) della portante
(sm) = sommatore elettronico
In linea di massima il funzionamento del circuito è il seguente:
Il segnale audio generato dal microfono (m), opportunamente amplificato e filtrato in banda, è inviato al circuito sfasatore (sfa) che ha il compito di rendere in uscita due segnali audio sfasati tra loro di 90°.
I due segnali sono applicati rispettivamente ai due ingressi dei moltiplicatori (mp1) e  (mp2).
Il segnale del generatore della frequenza portante (gp)  viene a sua volta sfasato di 90° tramite (sfp ) e applicato agli altri due ingressi dei moltiplicatori (mp1) e  (mp2).
Infine il sommatore (sm) riceve i due segnali dall'uscita da (mp1) e  (mp2) e rende il segnale voluto indicato genericamente con ssb; detto segnale, se rappresenta la parte più alta dello spettro, è indicato come usb, se rappresenta la parte inferiore dello spettro è indicato come lsb.
Il segnale all'uscita di (sm), opportunamente amplificato, è indirizzato al trasmettitore del sonar.
Il funzionamento dell'intero circuito si basa sulle caratteristiche dei due moltiplicatori (mp1) e  (mp2) che eseguono il prodotto dei segnali ai loro rispettivi ingressi cancellando "completamente" la frequenza portante.
Giocando sugli sfasamenti tra le tensioni applicate un moltiplicatore rende la somma delle bande laterali
dovute alla modulazione audio, l'altro rende la loro differenza.
Il segnale a doppia banda laterale in uscita da  (mp1) e  (mp2)   è genericamente indicato con DSB. 
È evidente che i due segnali in uscita da (mp1) e  (mp2) consentono, tramite la somma con (sm) ,di cancellare la banda laterale non desiderata fornendo la doppia ampiezza di quella voluta.

### Algoritmi per trasmissione

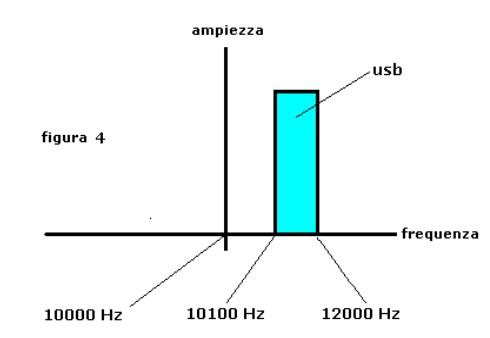
Spettro d'emissione USB del telefono

Nel contesto delle dimostrazioni matematiche assumiamo le sigle DSB1 e DSB2 come funzioni a carattere trigonometrico necessarie per le dimostrazioni e con la sigla USB vista anch'essa come funzione trigonometrica conclusiva del percorso di calcolo.
Assegniamo al segnale microfonico di (m) il simbolo fo ed al segnale del generatore (gs) il simbolo f ; le due velocità angolari degli argomenti saranno :
{\displaystyle \omega _{o}=2\pi f_{o}}
{\displaystyle \omega =2\pi f}
e le loro funzioni trigonometriche {\displaystyle a_{1}s;\ p_{1}s}: 
{\displaystyle a_{1}s=\sin(\omega o\cdot t)}
{\displaystyle p_{1}s=\sin(\omega \cdot t)}
Le due funzioni all'uscita dei rispettivi sfasatori (sfa) e (sfp)  saranno: 
{\displaystyle a_{1}s=\sin(\omega o\cdot t)}
{\displaystyle a_{1}c=\cos(\omega o\cdot t)}
{\displaystyle p_{1}s=\sin(\omega \cdot t)}
{\displaystyle p_{1}c=\cos(\omega \cdot t)}
Per DSB1 su (mp1) abbiamo il prodotto tra il segnale a fase 0° (seno)  e la portante a fase 90°, (coseno): 
{\displaystyle DSB1=\sin(\omega _{o}\cdot t)\cdot \cos(\omega \cdot t)}
che sviluppato secondo le formule di Werner  dà:
{\displaystyle DSB1=(1/2)\sin[(\omega _{o}-\omega )\ t]+(1/2)\sin[(\omega _{o}+\omega )\ t]}
Per DSB2 su (mp2) abbiamo il prodotto tra il segnale a fase 90° , coseno , e la portante a fase 0° seno: 
{\displaystyle DSB2=\cos(\omega _{o}\cdot t)\cdot \sin(\omega \cdot t)}
che sviluppato secondo le formule di Werner dà:
{\displaystyle DSB2=(1/2)\sin[(\omega -\omega _{o})\ t]+(1/2)\sin[(\omega +\omega _{o})\ t]}
Eseguiamo ora la somma tra l'espressione di DSB1 e DSB2, per determinare l'espressione dell'onda SSB questa operazione è eseguita dal circuito sommatore al quale confluiscono le due uscite dei segnali DSB, abbiamo:
{\displaystyle USB=DSB1+DSB2} =   
{\displaystyle (1/2)\sin[(\omega _{o}-\omega )t]+(1/2)\sin[(\omega _{o}+\omega )t]+(1/2)\sin[(\omega -\omega _{o})t]+(1/2)\sin[(\omega +\omega _{o})t]}
raggruppando gli addendi con gli argomenti in differenza e quelli con gli argomenti in somma si ha 
{\displaystyle (1/2)\sin[(\omega _{o}-\omega )t]+(1/2)\sin[(\omega -\omega _{o})t]+(1/2)\sin[(\omega _{o}+w)t]+(1/2)\sin[(\omega +\omega _{o})t]}
ricordando che {\displaystyle \sin(-x)=-\sin(x)} si può scrivere:
{\displaystyle (1/2)\sin[(\omega _{o}-\omega )t]-(1/2)\sin[(\omega _{o}-\omega )t]+(1/2)\sin[(\omega _{o}+\omega )t]+(1/2)\sin[(\omega +\omega _{o})t]}
con tale passaggio si possono elidere i primi due addendi con argomento differenza {\displaystyle (\omega _{o}-\omega )} ottenendo infine: 
{\displaystyle USB=DSB1+DSB2}  = {\displaystyle (1/2)\sin[(\omega _{o}+\omega )t]+(1/2)\sin[(\omega +\omega _{o})t]} = 
{\displaystyle \sin[(\omega +\omega _{o})t]}
una funzione semplice nella quale si evidenzia soltanto la banda laterale superiore di pulsazione
{\displaystyle (\omega +\omega _{o})}, ovvero di frequenza {\displaystyle (f+f_{o})}. 
In termini numerici:
Se la portante è pari a {\displaystyle f=10000\ Hz} e lo spettro della modulante audio è compreso tra {\displaystyle 100} a {\displaystyle 2000\ Hz}  lo spettro della USB sarà esteso da {\displaystyle 10100\ Hz} a  {\displaystyle 12000\ Hz}.

## Schema in ricezione

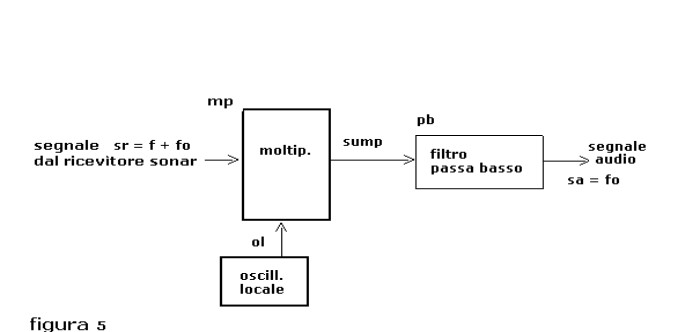
Schema a blocchi del circuito ricevitore del telefono

Lo schema del telefono subacqueo in ricezione prevede i seguenti blocchi funzionali  :
(mp) moltiplicatore
(ol) oscillatore locale
(pb) filtro passa basso d'uscita
Il segnale sr = f + fo  ( somma della portante f e del segnale telefonico fo), captato dalla base
ricevente del sonar, è applicato a un ingresso del moltiplicatore (mp); moltiplicatore con cancellazione della frequenza dell'oscillatore locale; il secondo ingresso di (mp) riceve il segnale
dall'oscillatore locale (ol).

il risultato del prodotto eseguito da mp filtrato da (pb) è il segnale audio sa = fo disponibile all'uscita del ricevitore.

### Algoritmi per ricezione
Stabilito:
{\displaystyle \omega _{1}=2\pi \ (f+f_{o})} =  pulsazione di sr
{\displaystyle \omega _{2}=2\pi \ f'} = pulsazione di (ol).
le loro funzioni trigonometriche sono:
{\displaystyle sr(trig.)=\sin(\omega _{1}\ t)}
{\displaystyle ol(trig.)=\sin(\omega _{2}\ t)}
all'uscita di (mp) avremo: 
{\displaystyle sump=sr(trg.)\cdot ol(trig.)=\sin(\omega _{1}\ t)\cdot \sin(\omega _{2}\ t)}
secondo Werner si ha:
{\displaystyle sump=(1/2)\cos[(\omega _{1}-\omega _{2})\ t]-(1/2)\cos[(\omega _{1}+\omega _{2})\ t]} = 
{\displaystyle (1/2)\cos[2\pi (f+f_{o}-f')t]-(1/2)\cos[2\ \pi \ (f+f_{o}+f')\ t]}
dovendo essere {\displaystyle f'=f}  si ha:
{\displaystyle sump=(1/2)\ \cos[(2\pi f_{o})\ t]-(1/2)\cos[2\pi \ (2f'+f_{o})\ t]}
Il segnale sump è applicato all'ingresso del filtro (pb) che ha il compito di bloccare tutte le frequenze di sump superiori a fo; l'azione di (pb) arresta" pertanto il passaggio del termine :
{\displaystyle (1/2)\cos[2\pi (2f'+f_{o})t]}
e rende infine all'uscita di (pb) stesso il segnale audio {\displaystyle (sa=f_{o})} che giunge all'operatore:
{\displaystyle sa=(1/2)\cos[(2\pi \ f_{o})\ t]}

## Telefono TS200 USEA
Tra diversi tipi di apparati citiamo il modello TS200 della Soc. USEA  installato su numerose unità navali della M.M.I. (Cl. Maestrale)

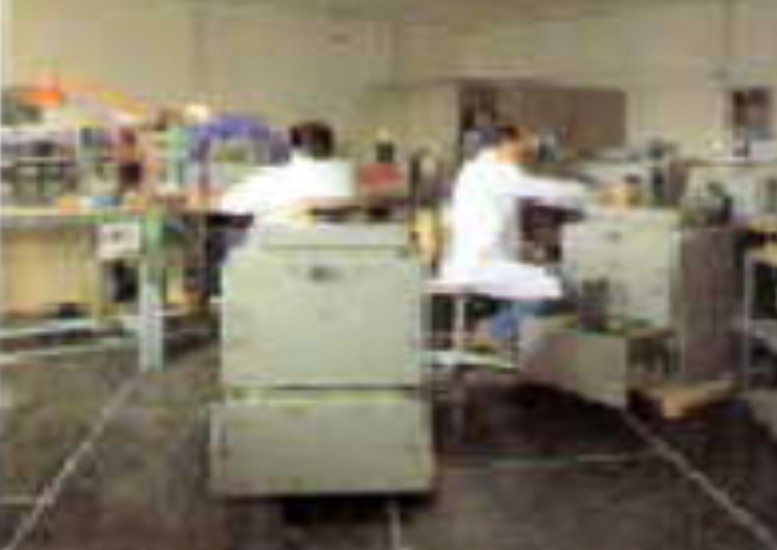
TS200: cofano principale del telefono subacqueo in fase di collaudo

Il telefono TS200 ha una struttura autonoma comprensiva di:
- trasduttore direttivo di emissione
- trasduttore omnidirezionale in ricezione
- cofano principale comprensivo di modulatore, trasmettitore, ricevitore, alimentatore e sicurezze
- pannelli di comunicazione, comando e controllo da disporre nei locali più opportuni della nave.

## Osservazioni
Osservazioni sulla funzione telefono subacqueo: 
1) Per la fase di ricezione il telefono si dimostra matematicamente come la frequenza f' dell'oscillatore locale (ol) debba essere identica alla
frequenza f della portante di trasmissione affinché si verifichi la cancellazione di quest'ultima.
Se f' è diverso da f si genera un fenomeno distorsivo che, al limite, può provocare l'intelligibilità del messaggio telefonico.
Se dal punto di vista costruttivo è indubbio che una coppia di telefoni abbia f' =  f  , nulla invece si
può dire in relazione all'effetto Doppler che modifica, se i mezzi che comunicano sono in movimento,
il valore di f + fo e di conseguenza il valore di f. 
Per questa ragione in alcuni telefoni subacquei è disponibile un circuito che, in funzione della
velocità relativa tra i battelli, corregge il valore della frequenza f al fine di ridurre la distorsione
dei messaggi a causa dell'effetto Doppler.
2) Generalmente l'implementazione della funzione telefono subacqueo nel sonar è suggerita per
il risparmio dell'energia e dello spazio mai eccessivi a bordo dei sommergibili.